# Porażyn (przystanek kolejowy)
Porażyn – przystanek kolejowy w Porażynie, w województwie wielkopolskim, w Polsce, leżący na szlaku kolejowym Warszawa Zachodnia - Frankfurt (Oder). Znajdują się tu 2 perony.

## Ruch pasażerski[1]
| Rok  | Wymiana pasażerska na dobę |
| ---- | -------------------------- |
| 2017 | 100-149                    |
| 2018 | 150-199                    |
| 2019 | 100-149                    |
| 2020 | 50-99                      |
| 2021 | 50-99                      |
| 2022 | 100-149                    |
| 2023 | 100-149                    |